# Орден «Защита Отечества»
Орден «Защита Отечества» (рум. Ordinul «Apărarea Patriei») — государственная награда СРР.

## История
Орден учрежден Декретом № 308 в 1949 году в трёх степенях и являлся высшей военной наградой, которой, в основном, награждался командный состав армии за успешное проведение военных операций, весомый вклад в военное строительство, подготовку офицерских кадров и укрепление боеготовности.
Этим орденом были награждены также офицеры Советской Армии, принимавшие участие в освобождении Румынии от фашизма, ряд руководителей СССР и высшего командного состава ВС СССР.

## Степени
У ордена три степени:
- Первая степень - орденский знак в виде нагрудной звезды на левой стороне груди.
- Вторая степень - орденский знак в виде нагрудной звезды на левой стороне груди.
- Третья степень - орденский знак на нагрудной колодке на левой стороне груди.

При награждении орденом вручалась денежная премия:
- 1 степень - 2000 лей + предоставлялось четыре дня дополнительного оплаченного отпуска;
- 2 степень - 1500 лей + предоставлялось три дня дополнительного оплаченного отпуска;
- 3 степень - 1000 лей + предоставлялось два дня дополнительного оплаченного отпуска.

## Описание
Ранние знаки ордена изготавливались из серебра и имели номер. Знак ордена составной из 3-х или 4-х элементов (мечи - отдельный элемент).
Известны минимум три типа знаков по изменению государственного герба.
Также имеются разновидности по размеру герба в центре, количеству заклепок
Знак ордена – пятиконечная звезда красной эмали с накладным государственным гербом в центре. Между лучей звезды лепесткообразные штралы (7 лепестков в пучке). За звездой, но поверх штралов два перекрещенных меча.
- Знак 1 степени – герб и штралы позолоченные, мечи серебряные;
- Знак 2 степени – герб и штралы серебряные, мечи позолоченные;
- Знак 3 степени – меньшего размера, герб и штралы серебряные, мечи позолоченные.

Реверс знака гладкий с видимыми заклёпками креплений элементов знака.
В орденский комплект входили миниатюра ордена и орденская планка.
Орденские планки
|         |         |         |
| 1 класс | 2 класс | 3 класс |